# Baba (přírodní rezervace, Tatry)
Baba je přírodní rezervace v oblasti TANAP, v pohoří Kozie chrbty. Předmětem ochrany jsou vzácné a chráněné druhy flóry a fauny.
Nachází se v katastrálním území obcí Lučivná, Spišská Teplica a Svit v okrese Poprad v Prešovském kraji. Území bylo vyhlášeno či novelizováno v roce 1988 na rozloze 205,1500 ha. Ochranné pásmo nebylo stanoveno.